# Bulbophyllum leandrianum
Bulbophyllum leandrianum là một loài phong lan thuộc chi Bulbophyllum.